# Nymphopsis armatus
Nymphopsis armatus är en havsspindelart som beskrevs av Haswell, W.A. 1884. Nymphopsis armatus ingår i släktet Nymphopsis och familjen Ammotheidae. Inga underarter finns listade i Catalogue of Life.